# 童器
童器（1455年—1523年），字大用，號東川，浙江温州府平阳县人，民籍，明朝政治人物。

## 生平
弘治二年（1489年）己酉科浙江鄉試第六十四名舉人。弘治十二年（1499年）中式己未科會試第二十五名，三甲六十三名進士。丁母憂歸，服闋，授工部营缮司主事，正德六年（1511年）遷刑部员外郎、郎中，出为镇远府知府，九年正月考察去職。

## 家族
曾祖童旻；祖童昊；父童臧，義官。母周氏。慈侍下。兄童寵。